# Menenpoort

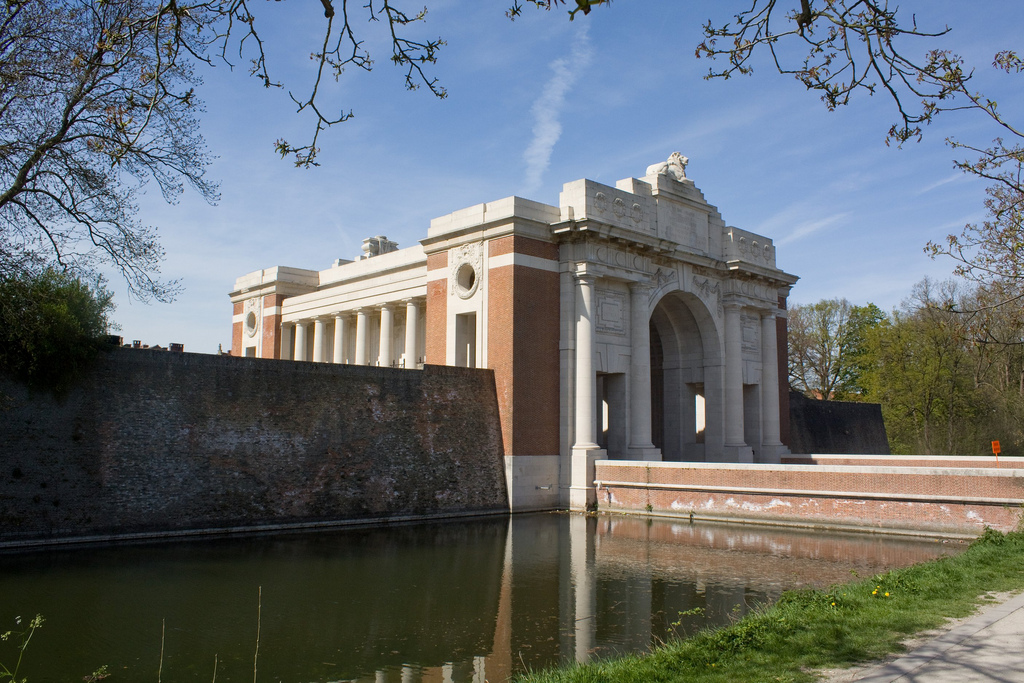
Ansicht der Menenpoort in Ypern

Die Menenpoort (engl.  Menin Gate) ist ein Ehrenbogen zum Gedenken an den Ersten Weltkrieg in der belgischen Stadt Ypern. Das Ehrenmal ist den gefallenen Soldaten Großbritanniens und des Commonwealth gewidmet, die in den Schlachten um Ypern nicht identifiziert ohne eigenes Grab geblieben sind.

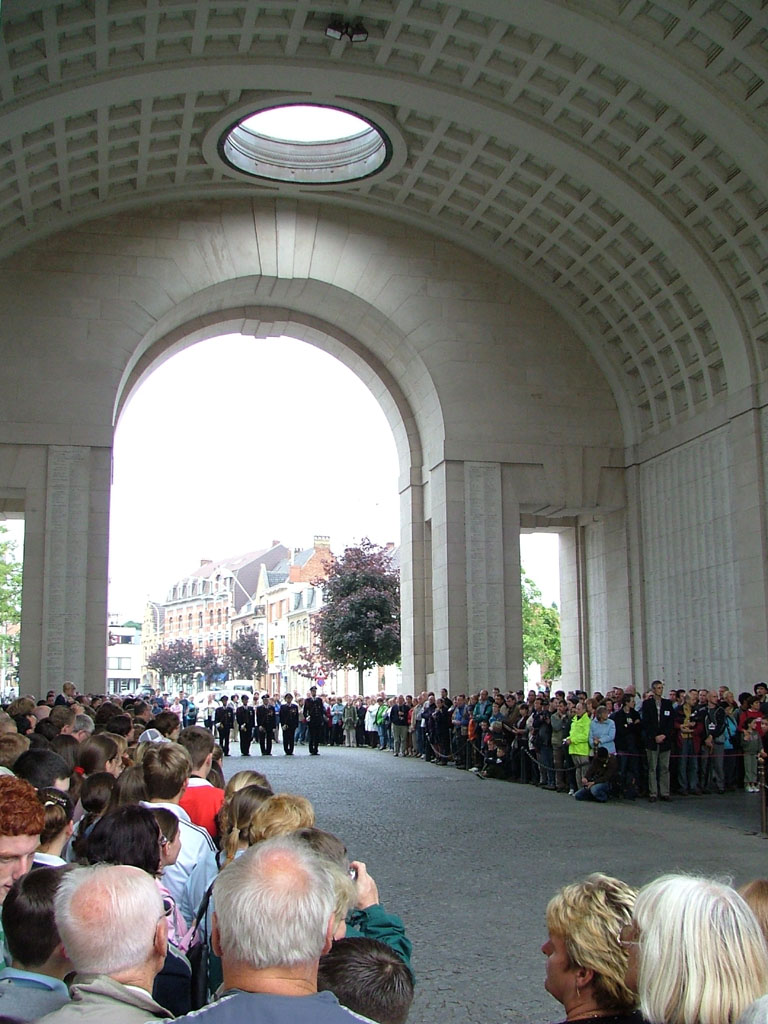
Innenansicht während des „Last Post“

Nach Plänen von Reginald Blomfield wurde das Ehrenmal als Triumphbogen mit tonnengewölbter Tordurchfahrt am östlichen Eingang von Ypern an der Stelle eines der alten Stadttore der Vaubanschen Stadtbefestigung errichtet und am 24. Juli 1927 durch Herbert Plumer, 1. Viscount Plumer eingeweiht. Der Standort markiert den Ausgangspunkt einer der wichtigsten Straßen der alliierten Truppen während des Krieges zur Front nördlich der Stadt, in Richtung auf das Dorf Menen, wo der Ypernbogen gegen die deutschen Truppen gehalten wurde.
Die große Gedenkhalle ehrt mit ihren eingemeißelten Namen die 54.896 vermissten Soldaten, die vor dem 15. August 1917 in den ersten drei Flandernschlachten gefallen waren. Die 34.984 Namen der Soldaten, die danach vermisst wurden, wurden in das Tyne Cot Memorial beim Ort Passendale aufgenommen. Die Namen der später aufgefundenen und identifizierten Gefallenen werden nach deren Beisetzung vom Ehrenmal entfernt. 
Seit dem 2. Juli 1928 wird jeden Abend um 20 Uhr von den Trompetern der städtischen Feuerwehr der Verkehr durch die Menenpoort angehalten und das „Last Post“ zum Gedenken an die Gefallenen geblasen. Diese Tradition wurde nur während der Zeit des Zweiten Weltkriegs unterbrochen; vom 20. Mai 1940 bis zum 6. September 1944 wurde die Zeremonie auf den Friedhof Brookwood Cemetery in England verlegt.